# Sim Jae-won
Sim Jae-won (Daejeon, Corea del Sur; 11 de marzo de 1977) es un exfutbolista surcoreano que jugaba en la posición de defensa.

## Carrera

### Club
| Periodo   | Club                      | Apariciones | Goles |
| --------- | ------------------------- | ----------- | ----- |
| 2000–2001 | Busan I'cons              | 16          | 0     |
| 2001–2002 | → Eintracht Frankfurt     | 19          | 0     |
| 2002–2008 | Busan I'Park              | 81          | 1     |
| 2004–2005 | → Gwangju Sangmu (armada) | 27          | 2     |
| 2009–2010 | Changsha Ginde            | 24          | 1     |
| 2010      | Gangneung City FC         | 10          | 0     |

### Selección nacional
Jugó en la selecciones nacionales de Corea del Sur a partir de la categoría juvenil. Con la selección absoluta anotó dos goles en 20 partidos entre 1998 y 2002. Participó en los Juegos Olímpicos de Sídney 2000, la Copa Asiática 2000 y los Juegos Asiáticos de 1998.

## Estadísticas

### Goles con selección nacional
| Fecha     | Sede                          | Rival     | Resultado | Torneo                                   |
| --------- | ----------------------------- | --------- | --------- | ---------------------------------------- |
| 5-4-2000  | Seúl, Corea del Sur           | Laos      | 9-0       | Clasificación para la Copa Asiática 2000 |
| 7-10-2000 | Dubái, Emiratos Árabes Unidos | Australia | 4-2       | Copa LG 2000                             |